# Paul Weiner

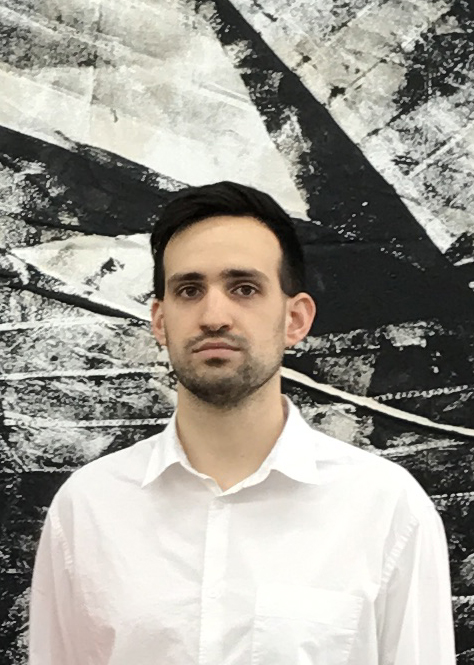
Paul Weiner, 2018

Paul Owen Weiner (* 1993 in Denver, Colorado) ist ein US-amerikanischer Maler und Objektkünstler.

## Leben
Paul Weiner wurde in Denver geboren. Von 2011 bis 2015 studierte er an Syracuse University in Syracuse, New York. Er lebt in Denver.

## Werk
Typisch für Weiners Werke sind großformatige Monoprint-Gemälde mit US-Fahnen und Kohlezeichnungen. Sein Werk ist Konzeptkunst, im Zentrum steht allerdings die Malerei. Alexandra Wach bemerkte in einer Kritik über Weiner in Die Welt: „Der 1993 geborene Amerikaner gibt mit schwarz getränkten US-Fahnen, die mit Zensurbalken Trauer tragen, Auskunft über die Befindlichkeiten seiner um die Demokratie fürchtenden Generation.“ In Monopol schrieb sie: „Seine düstere Malerei lässt sich wahlweise als spätromantische Ode an den Untergang lesen.“

## Ausstellungen (Auswahl)
- 2018: Krupic Kersting Galerie, Köln, American Amnesia, Einzelausstellung
- 2018: Long Road Projects, Jacksonville, Florida, Old Glory kuratiert von Aaron Levi Garvey, Einzelausstellung
- 2018: HF Johnson Gallery of Art, Carthage College, Wisconsin, Clear and Present, mit Kristin Bauer kuratiert von Ryan Peter Miller
- 2018: Alto Gallery, Denver, Colorado, Paul Weiner, Einzelausstellung
- 2018 Krupic Kersting Galerie, Köln, Conversations mit Ulu Braun, France Bizot, Maud Janecke, Linn Meyers, Samuel Adam Swope, Baptiste Debombourg, Eden&Lernout, Andy Holtin, Robert Kunec, Irma Markulin, Damir Radovic, Jon Shelton, Tracey Snelling, und Tobias Sternberg
- 2018 Re:art, Brooklyn, New York, This is Not Here Re:art, Brooklyn, New York mit Aaron Siskind, Rodrigo Valenzuela, Ilana Harris-Babou, Ilona Szwarc, Michael Stamm, Katherine Hubbard, Magali Duzant, Meredith Sands, Levan Mindiashvili, Kuldeep Singh, Luba Drozd, Susan Luss, Robert Canali, und Adam Liam Rose kuratiert von Efrem Zelony-Mindell
- 2018 MARQUEE Projects, Long Island, New York, Flag Me Down, Pick Me Up mit Lisa Blas und Tyler Healy
- 2018 Sabot Mimi Faster, Berlin, Germany, BImA and FRIENDS mit Julie Legouez, Godai Sahara, Matti Schulz, Nils Leimkühler, Stella Foerster, Nartur Kunst Gruppe, und Markus Butkereit
- 2018 Zuni 49, Denver, Colorado, Alter Salon mit Mark Sink, Molly Bounds, Tom Bond, Anthony Garcia, Mario Zoots, Wes Magyar, Julio Alejandro, Ramon Bonilla, Andrew Huffman, Kaitlyn Tucek, Amber Cobb, Raymundo Munoz, Travis Hetman, Elissa Eaton, Jeromie Dorrance, Jason Thielke, Scot Lefavor, Dan Hampe, und Johnny Defeo
- 2018 Cross Gallery, Bundaberg, Australien, The White Sheet Project mit Louise Gresswell, Jo Katsiaris, Susan Carr, Nicole Jakins, und Meaghan Shelton
- 2017 TWFINEART, Brisbane, Australien, In the Balance mit Kimberly Rowe
- 2017 44309 Gallery, Dortmund, New American Contemporary mit Chad Hasegawa
- 2017 Durden & Ray Gallery, Los Angeles, Antipodal mit Jonni Cheatwood, Elizabeth Gilfilen, Abby Goldstein, Carlson Hatton, Max Manning, Fran O’Neill, Max Presneill, Bryan Ricci, Kimberly Rowe, Tom Savage, und Emily Silver kuratiert von Chris Trueman
- 2016 Miscellaneous Press, Los Angeles, Aftermath: Violent Crises in Context, Einzelausstellung
- 2016 Mana Contemporary, Chicago, IL, PDF-OBJECTS mit Alberto Aguilar, Basma Alsharif, Robert Burnier, Alex Chitty, Katy Cowan, Assaf Evron, Danny Giles, Gordon Hall, Sofia Leiby, Kevin Larmon, Jose Lerma, Shana Lutker, Matt Morris, Gina Osterloh, Sabina Ott, Claire Pentecost, Tim Portlock, Josh Reames, Amanda Ross-Ho, Sanaz Sohrabi, Stephanie Syjuco, Tony Tasset, Jan Tichy, Lori Waxman kuratiert von Jason Lazarus und Sean Ward
- 2016 Chabah Yelmani Gallery, Brussels, YIA Art Fair mit Jon DeCola und William James Thurman
- 2016 Miscellaneous Press, Los Angeles, ARTBandini Fair mit John Knuth und Jay Stuckey
- 2016 Chabah Yelmani Gallery, Brussels, Opening Night Part 2 mit Emilie Benoist, Caspar Berger, Yumi Chung, Riikka Hyvönen, Athar Jaber, Yuki Kobayashi, Nikolay Konstantinov, Sarah Lederman, Noemi Niederhauser, Stefan Papco, William James Thurman, und Bogdan Vladuta
- 2013 Leeds College of Art Gallery, Common Language, Leeds
- 2013 York St. John University, Common Language, York